# Singapore Classic
De Singapore Classic was een golftoernooi van de Aziatische PGA Tour staat. Het toernooi werd gespeeld op de Orchid Country Club waar de baan een par van 70 heeft.
De tweede editie eindigde werd bijna gewonnen door Guido van der Valk, maar hij miste op de laatste green een putt voor par van nog geen meter  en kwam in de play-off met Tjaart Van der Walt, Adilson Da Silva, Elmer Salvador en de uiteindelijke winnaar Himmat Rai.
| Jaar                         | Baan                         | Winnaar                      | Score                        | Score                        | Prijzengeld                  |
| ISPS Handa Singapore Classic | ISPS Handa Singapore Classic | ISPS Handa Singapore Classic | ISPS Handa Singapore Classic | ISPS Handa Singapore Classic | ISPS Handa Singapore Classic |
| ---------------------------- | ---------------------------- | ---------------------------- | ---------------------------- | ---------------------------- | ---------------------------- |
| 2010                         | Orchid Country Club          | Peter Karmis                 | 259                          | -21                          | US$ 400.000                  |
| 2011                         | Orchid Country Club          | Himmat Rai                   | 271                          | -9                           | US$ 300.000                  |
| 2012                         | Orchid Country Club          | Scott Hend                   | 199                          | -11                          | US$ 300.000                  |